# Noto (Italie)
Pour les articles homonymes, voir Noto.
Noto (Nuotu en sicilien) est une commune italienne d'environ 24 000 habitants située dans la province de Syracuse, dans le sud-est de la Sicile.
Après le séisme de 1693, elle fut entièrement reconstruite dans le style baroque sicilien. Son unité architecturale lui vaut d'avoir été inscrite sur la liste du patrimoine de l'humanité de l'UNESCO (voir Val di Noto).

## Histoire
Près de Noto, s'étend le site archéologique de la cité d'Heloros, fondée par les Corinthiens au VIIIe siècle av. J.-C. sur la « via Elorina », qui reliait les colonies grecques de Syracuse, Camarina et Gela.
Occupée longuement par les musulmans, Noto se rend aux conquérants normands commandés par le comte Roger de Hauteville en 1091, mettant ainsi fin à la conquête normande de la Sicile (1061 - 1091). Cette date marque le début du règne de la famille des Hauteville sur toute l'île et son histoire est désormais lié au royaume de Sicile.
Le 11 janvier 1693, à 21 heures, un tremblement de terre dévaste la ville de Neai (Noto Antica). Ses habitants décident alors de la reconstruire à une huitaine de kilomètres plus au sud. Le projet est confié à Rosario Gagliardi et à Giovanni Battista Landolina qui dessinent trois grandes artères parallèles à flanc de colline, des rues perpendiculaires, et trois places tangentes à l'axe principal. Sur la colline de la Meti s'établit le peuple (Noto haute) ; le long des pentes, en revanche, furent bâtis les principales églises, les plus importants couvents, et les prestigieuses résidences aristocratiques (Noto basse). Les bâtiments sont construits avec une pierre calcaire jaune.

## Culture
Michelangelo Antonioni situe à Noto une partie de l'intrigue de L'Avventura.

## Monuments et patrimoine

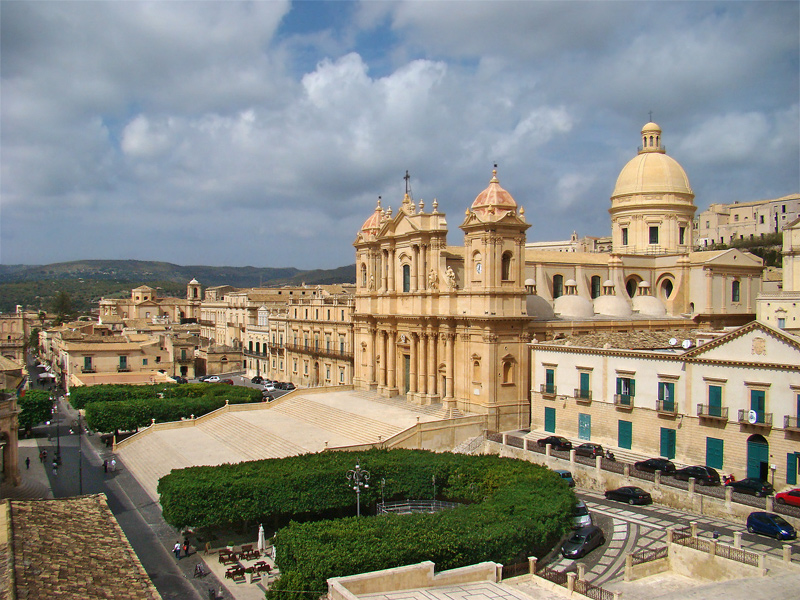
La cathédrale.

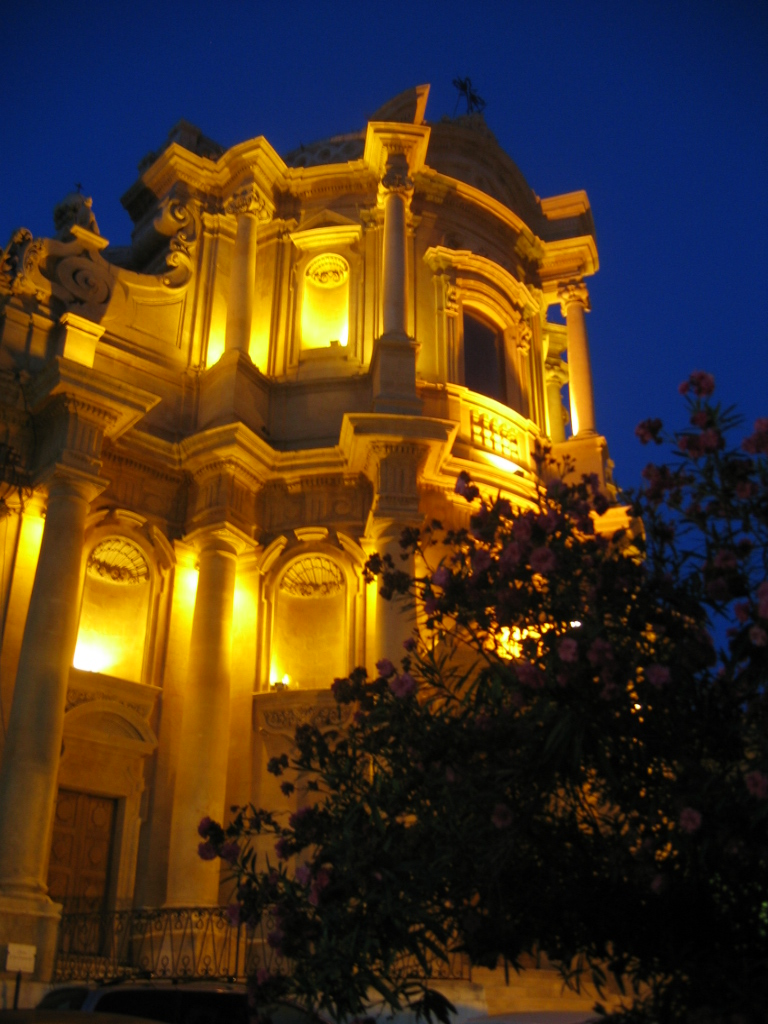
Chiesa di San Domenico.

- Palazzo Ducezio (1742 - sur un projet de Vincenzo Sinatra), siège actuel de la mairie de Noto
- Palazzo San Alfano (1730 ; style classique)
- Palazzo di Villadorata
- Duomo (cathédrale), terminé en 1776, façade de Sinatra. La coupole du XIXe siècle fut restructurée récemment à la suite des dommages subis en 1996 à cause de l'écroulement de la structure. Urne d'argent en style Renaissance qui contient les reliques de San Corrado, patron de la ville de Noto.
- Église Madre San Nicolò di Mira
- Église Arco
- Église Sainte-Catherine
- Église San Corrado
- Église Saint-Charles, appartenait au collège des Jésuites y attenant, édifice construit de 1736 et 1746.
- Église du Nom de Jésus
- Monastère et église Sainte-Claire, 1730, œuvre de Gagliardi.
- Église Saint-Michel-Archange
- Église Sainte-Marie-della-Scala[3]
- Place de l'Immacolata
- Couvent et église Santissimo Salvatore, résidence en ville de l'ordre des bénédictines, église construite entre 1706 et 1791.
- Biblioteca Comunale
- Église Madre San Nicola di Mira
- Église Santa Chiara, 1730, œuvre de Gagliari. Madone de l'école Gagini
- Couvent et église San Francesco D’Assisi ou dell’Immacolata, couvent franciscain construit entre 1705 et 1745 d'après le projet de Vincenzo Sinatra, façade de Gagliardi.
- Église lo Spirito Santo
- Église Ecce Homo
- Église Santa Maria dell’Arco
- Église le Anime Sante del Purgatorio
- Église Santa Maria della Rotonda
- Églisela Santissima Trinità
- Église San Carlo al Corso (Rosario Gagliardi)
- Couvent et église Santa Maria del Carmelo
- Église San Pietro Martire
- Église San Michele Arcangelo
- Église San Domenico, œuvre de (Rosario Gagliardi), construite entre 1703 et 1727. Église du couvent des dominicains attenant.
- Église S. Antonio Abate
- Église S. Corrado
- Église Santa Caterina
- Église Crociferio di San Camillo
- Église Montevergine ou di San Girolamo (1762),
- Église San Andrea Apostolo
- Église San Pietro delle Rose o Santi Pietro e Paolo
- Église SS. Crocifisso, église principale de la ville haute, abrite la chapelle Landolina,
- Église San Egidio Vescovo
- Église Santa Maria del Gesù
- Église Annunziata
- Église Santa Agata
- Palazzo Di Lorenzo del Castelluccio
- Palazzo Landolina, résidence des Landolina, marquis de Sant'Alfamo. Édifice conçu en 1730 par Vincenzo Sinatra.
- Palazzo Nicolaci, œuvre de l'architecte Paolo Labisi, aux remarquables balcons sculptés.
- Palazzo Astuto
- Palazzo Trigona Canicarao
- Palazzo Impellizzeri
- Théâtre communal, construit en 1851, œuvre de Francesco Cassone.
- Porta Reale, de style néoclassique, dessinée par l'architecte Orazio Angelini, élève d'Antonio Canova, érigée en 1838 pour valoriser l'accès à la ville à l'occasion de la visite du roi Ferdinand II de Bourbon.

## Galerie photographique

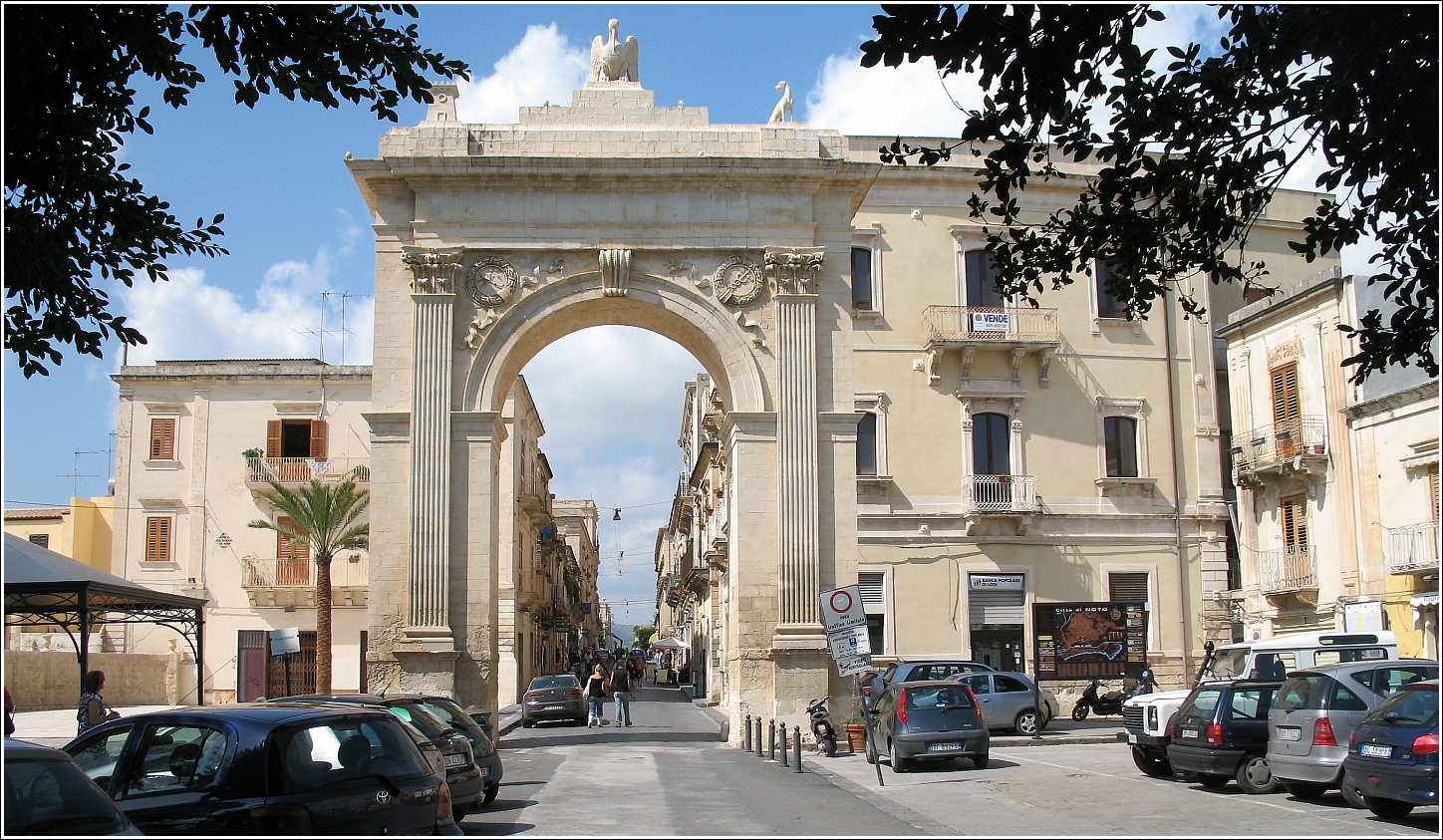
Porta Reale.
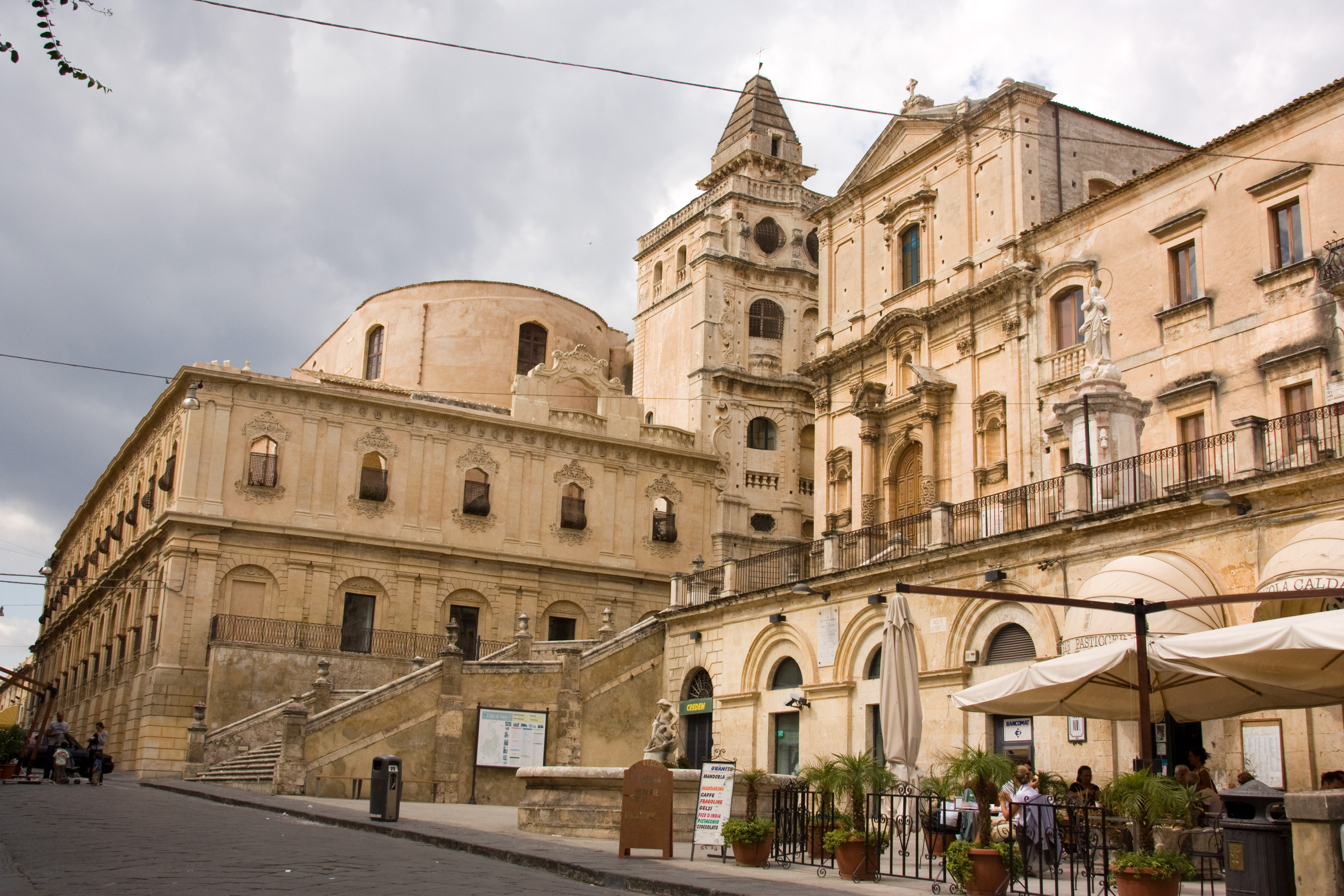
Chiesa San Francesco.
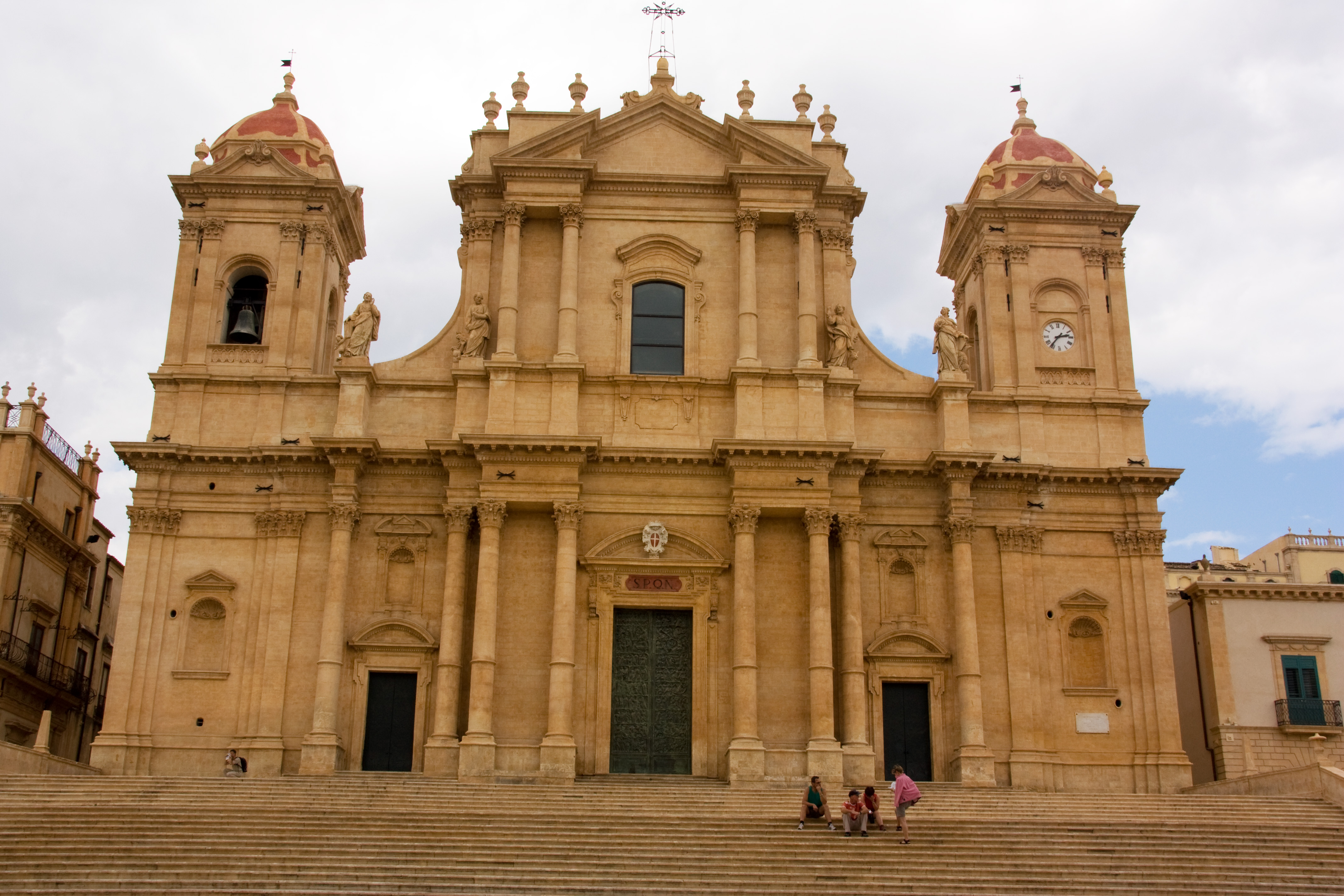
Cattedrale Duomo.
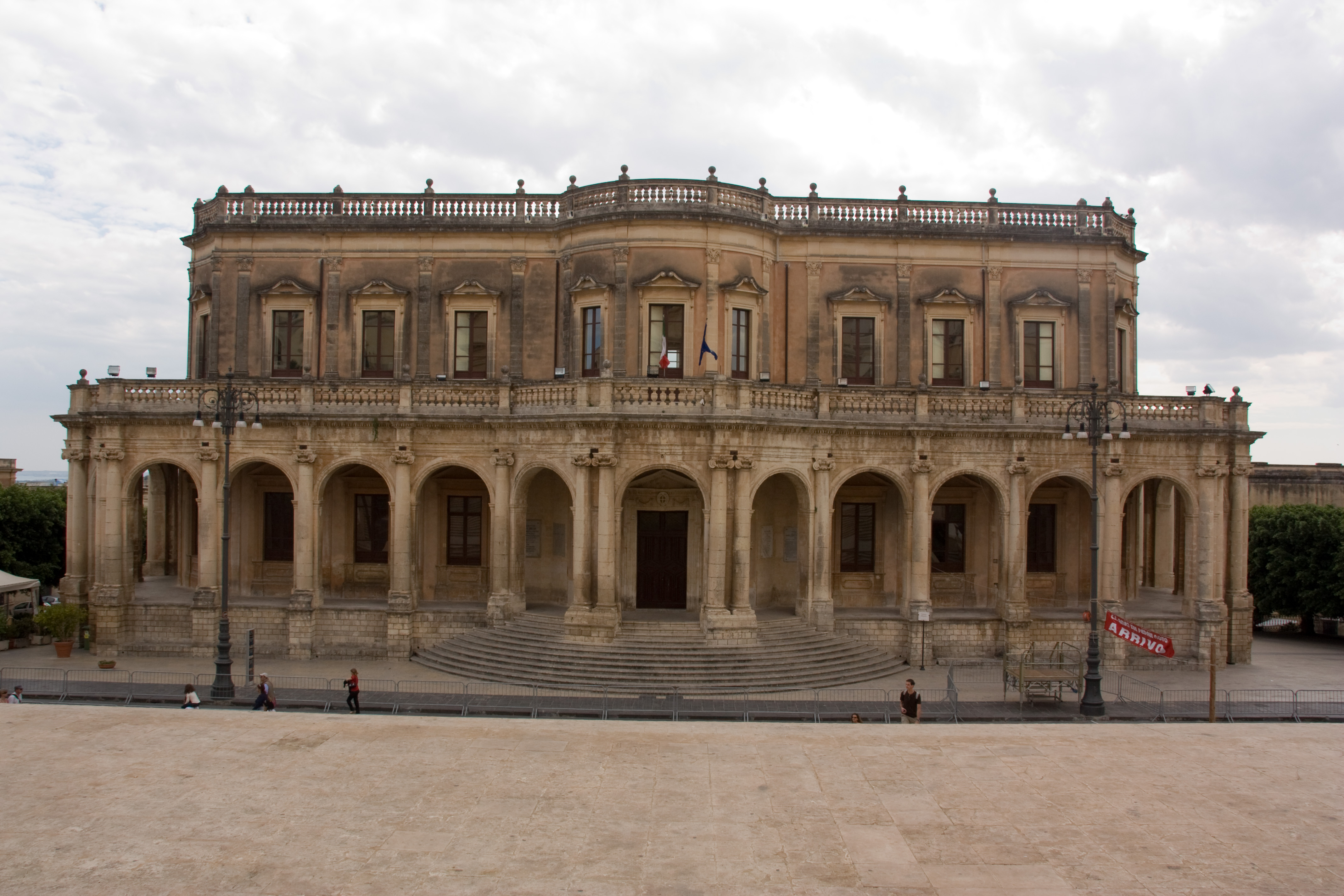
Palazzo Ducezio.
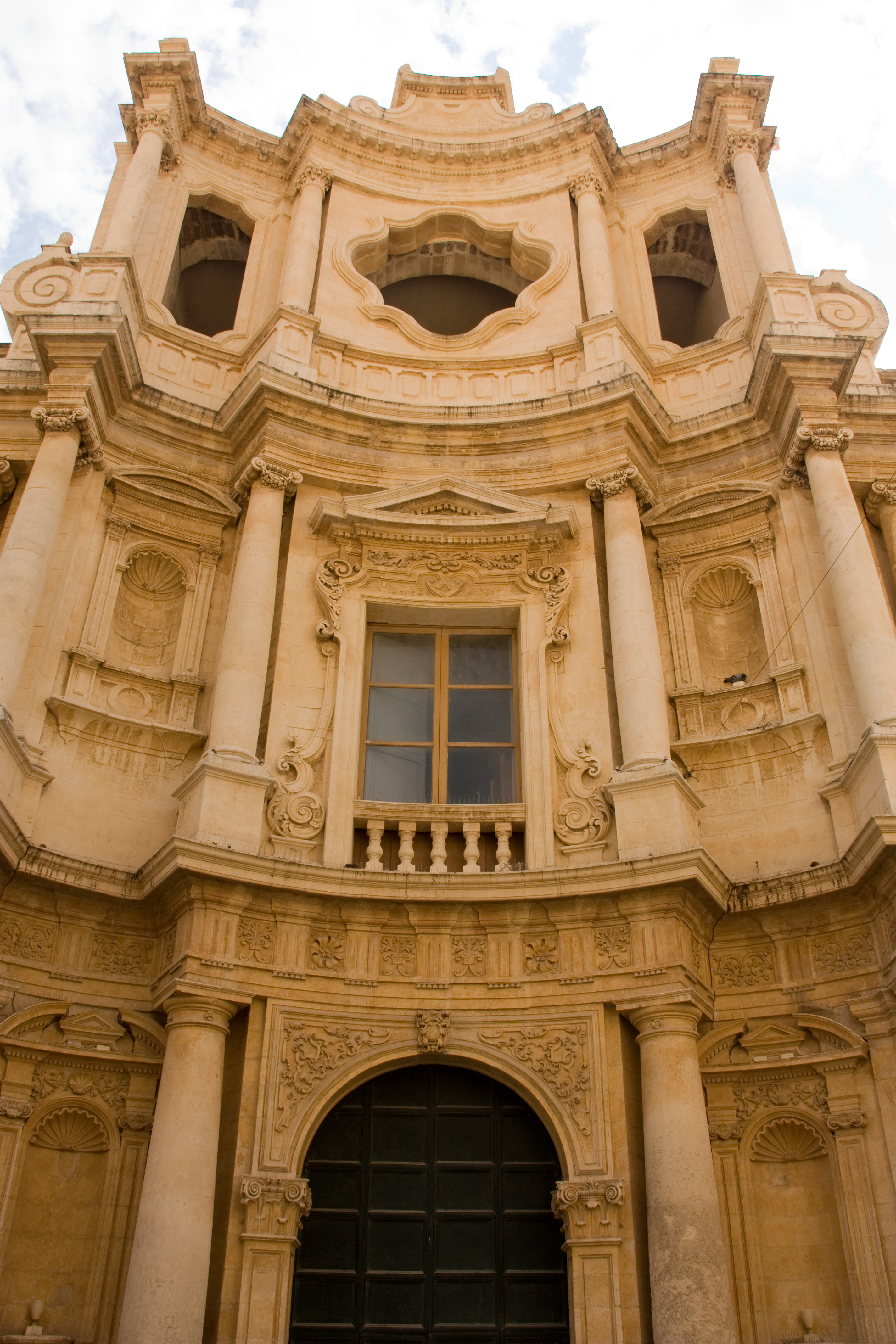
Chiesa San Carlo Borromeo.
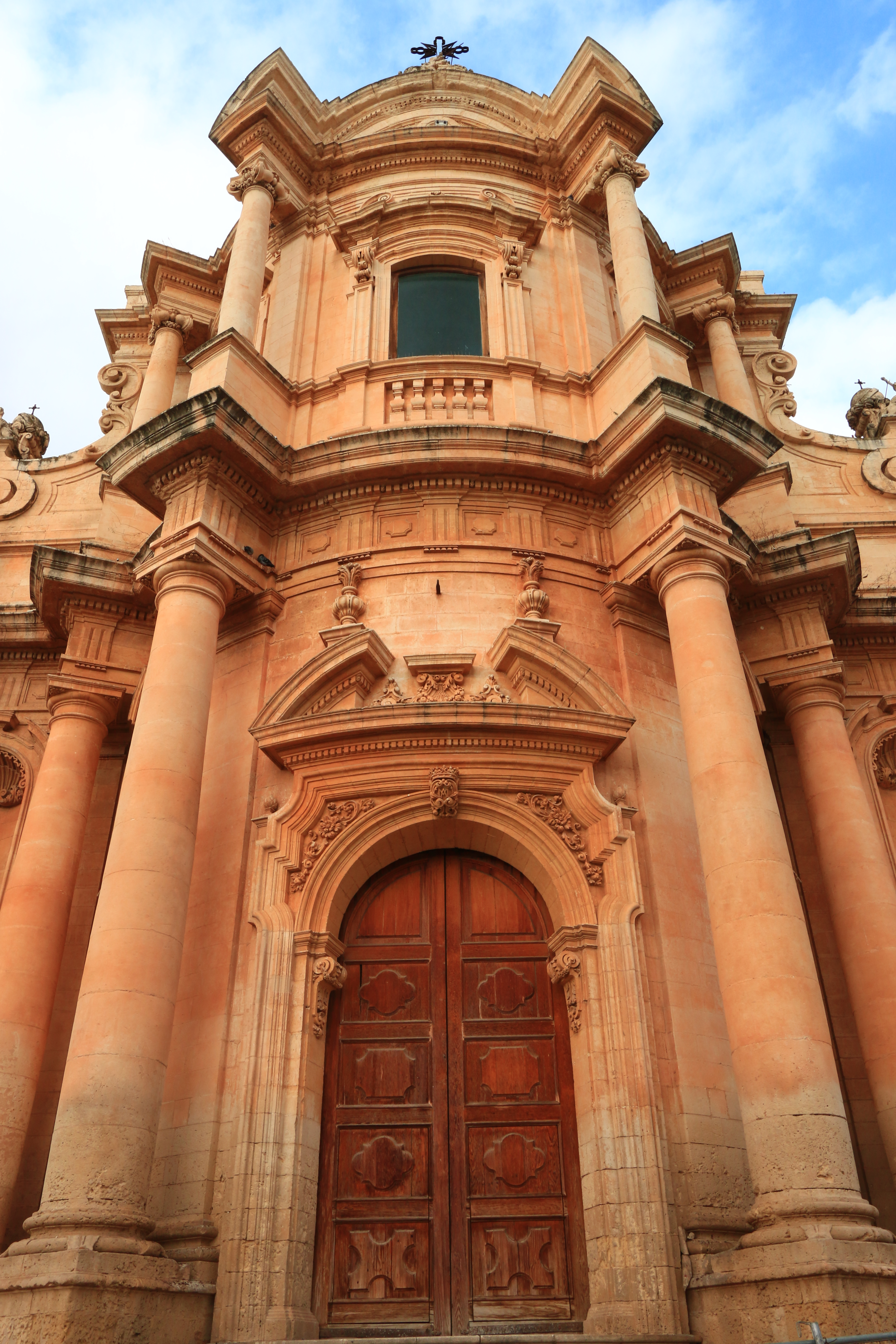
Chiesa San Domenico.
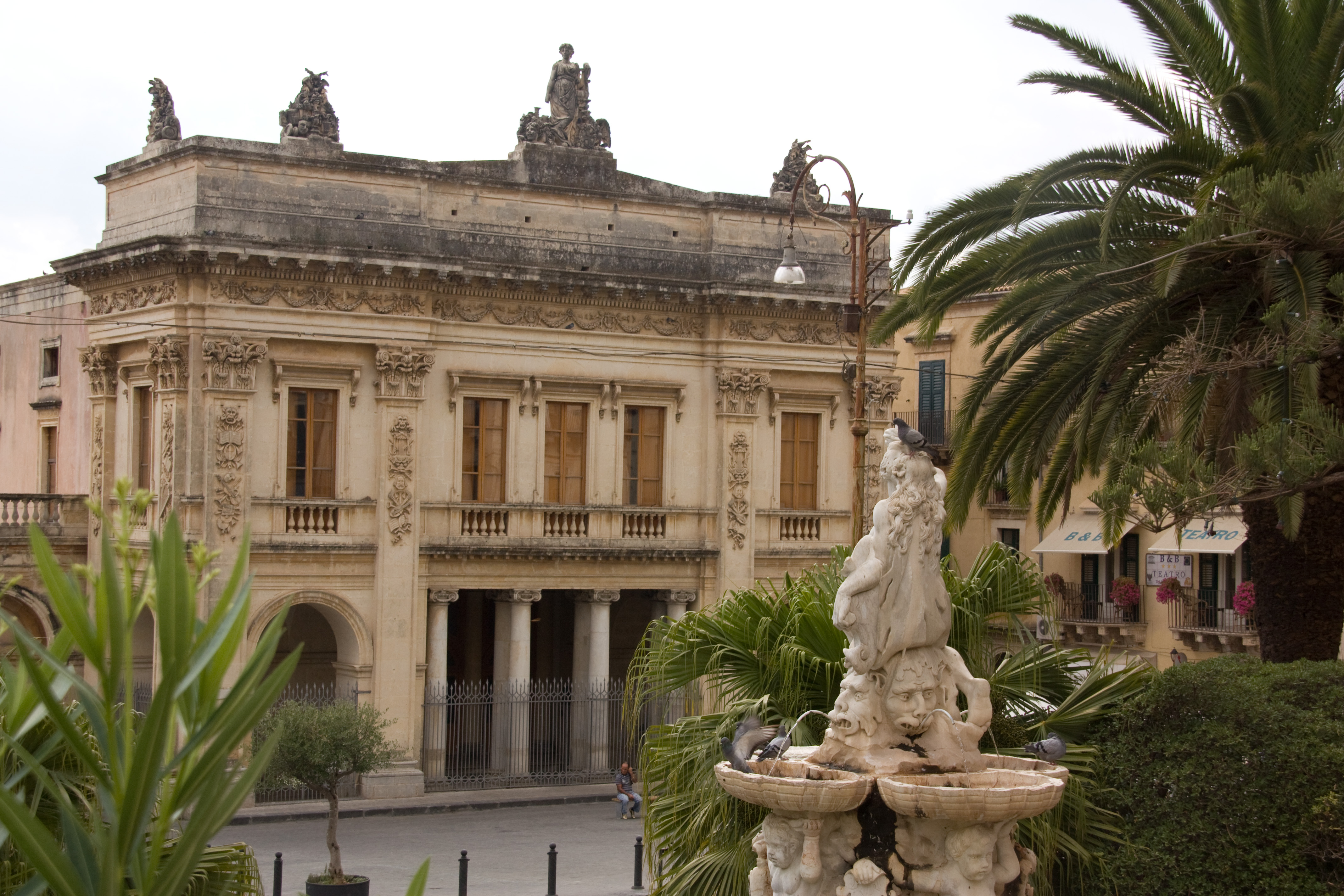
Teatro Municipale.
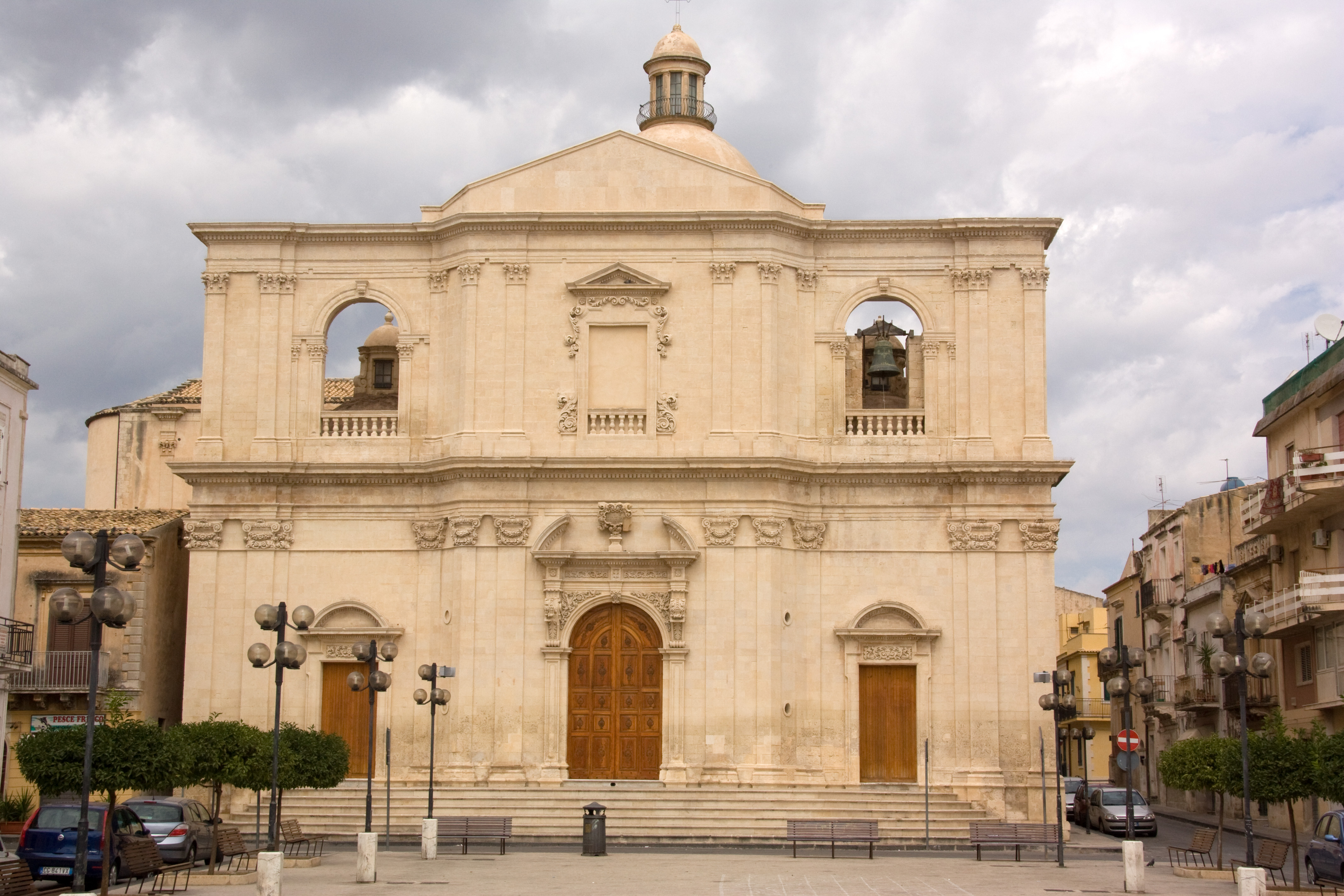
Chiesa Santissimo Crocifisso.
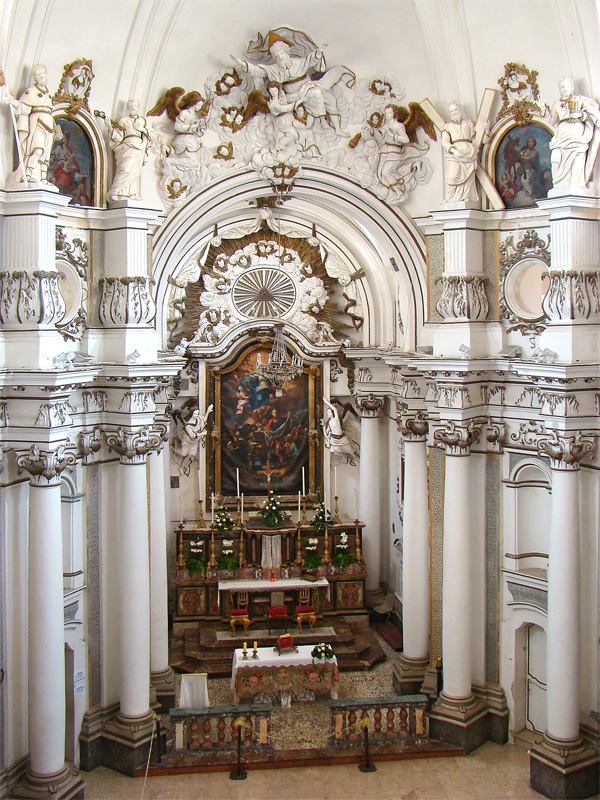
Église Santa Chiara.
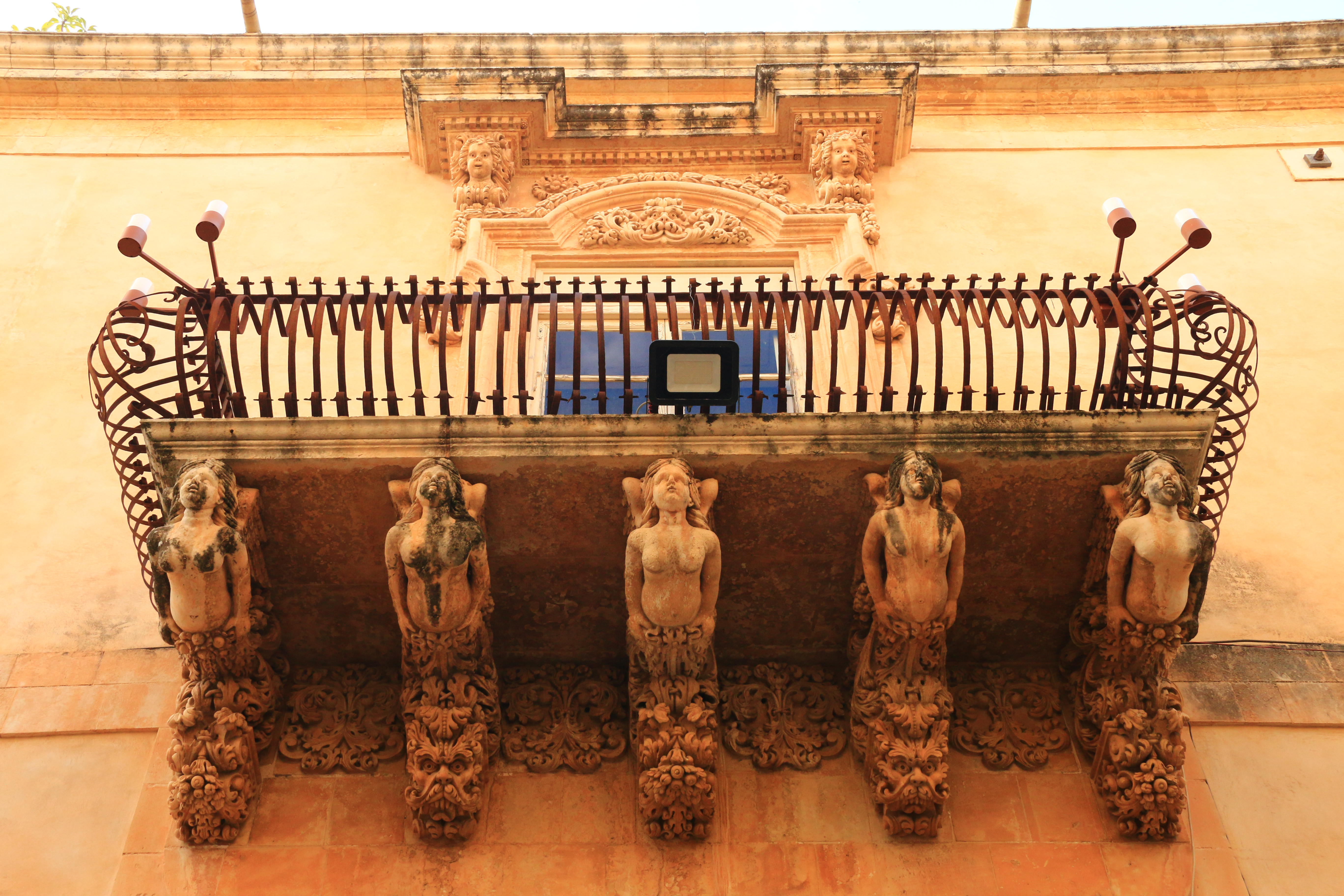
Balcon baroque du Palazzo Nicolaci di Villadorata.

## Administration
| Période                                  | Période  | Identité        | Étiquette | Qualité |
| ---------------------------------------- | -------- | --------------- | --------- | ------- |
| 9 mars 2006                              | En cours | Michele Accardo |           |         |
| Les données manquantes sont à compléter. |          |                 |           |         |

### Hameaux
Marina di Noto, Testa dell'Acqua.

### Communes limitrophes
Avola, Canicattini Bagni, Ispica (RG), Modica (RG), Pachino, Palazzolo Acréide, Rosolini, Syracuse.

## Personnalités nées à Noto
- Ibn Hamdis, poète arabe né à Noto en 1056 (décédé en 1133).
- Jérôme Nunzio Matteo Terzo (1683-1758), en religion Jérôme de Jésus Marie Joseph. Après avoir été ermite durant plus de 30 ans, il entre dans l'Ordre du Carmel. Durant la majeure partie de sa vie il s'occupe de l'ermitage Santa Maria Scala del Paradisio situé à l'extérieur de la ville. Il donne une grande impulsion à la dévotion de Notre-Dame della Scala.
- Rocco Pirri (1577-1651), ecclésiastique et historien.